# Taça de Komast

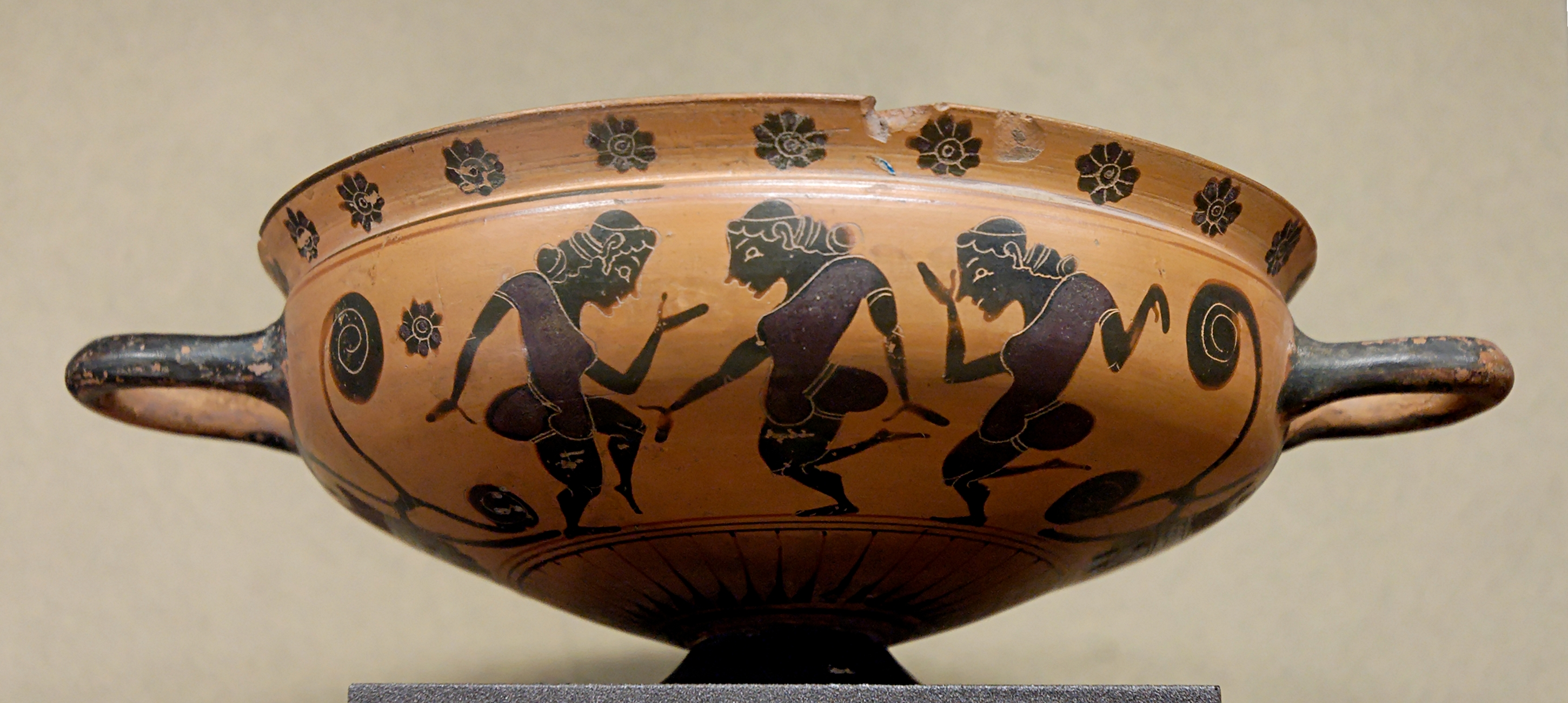
Exemplo de uma taça de Komast

A taça de Komast é um formato de taça do início do desenvolvimento das cílices de beber na Ática. 
Taças de beber foram introduzidas na Grécia pelos predecessores de Levante. Taças de Komast são um aperfeiçoamento das taças de levante, comuns especialmente na Jônia e Corinto. Assim como outros pintores de vasos da época, os pintores da Ática foram fortemente influenciados pelos pintores de vasos de Corinto.
O nome é derivado do tema preferido do artista, o komos, motivo vinculado a pintura de vasos Arte etrusca que representa uma procissão de bebedores, conhecidos como komasts (κωμασταί, kōmastaí), que percorria as ruas em festividades na Grécia antiga.
A forma hemisférica com um lábio angulado e um pé baixo de apenas 1-2 centímetros de altura foi um desenvolvimento ático. São pintados de preto o pé, o exterior das alças e o interior das taças, mantendo apenas uma estreita faixa ou uma faixa abaixo do lábio na cor base da argila. Os primeiros peças eram bastante grandes, mas durante todo o período de sua produção as taças foram ficando gradualmente menores.
Os principais pintores de taças de komast também são conhecidos como Grupo Komast, onde pode-se apontar Pintor KX como o membro mais significante.